# براشی گریگ، شهرستان ویلیامسون، تگزاس
براشی گریگ، شهرستان ویلیامسون (به انگلیسی: Brushy Creek) یک منطقهٔ مسکونی در ایالات متحده آمریکا است که در شهرستان ویلیامسون، تگزاس واقع شده‌است. براشی گریگ، شهرستان ویلیامسون ۲۱٬۷۶۴ نفر جمعیت دارد و ۲۵۲ متر بالاتر از سطح دریا واقع شده‌است.